# 파라켈수스

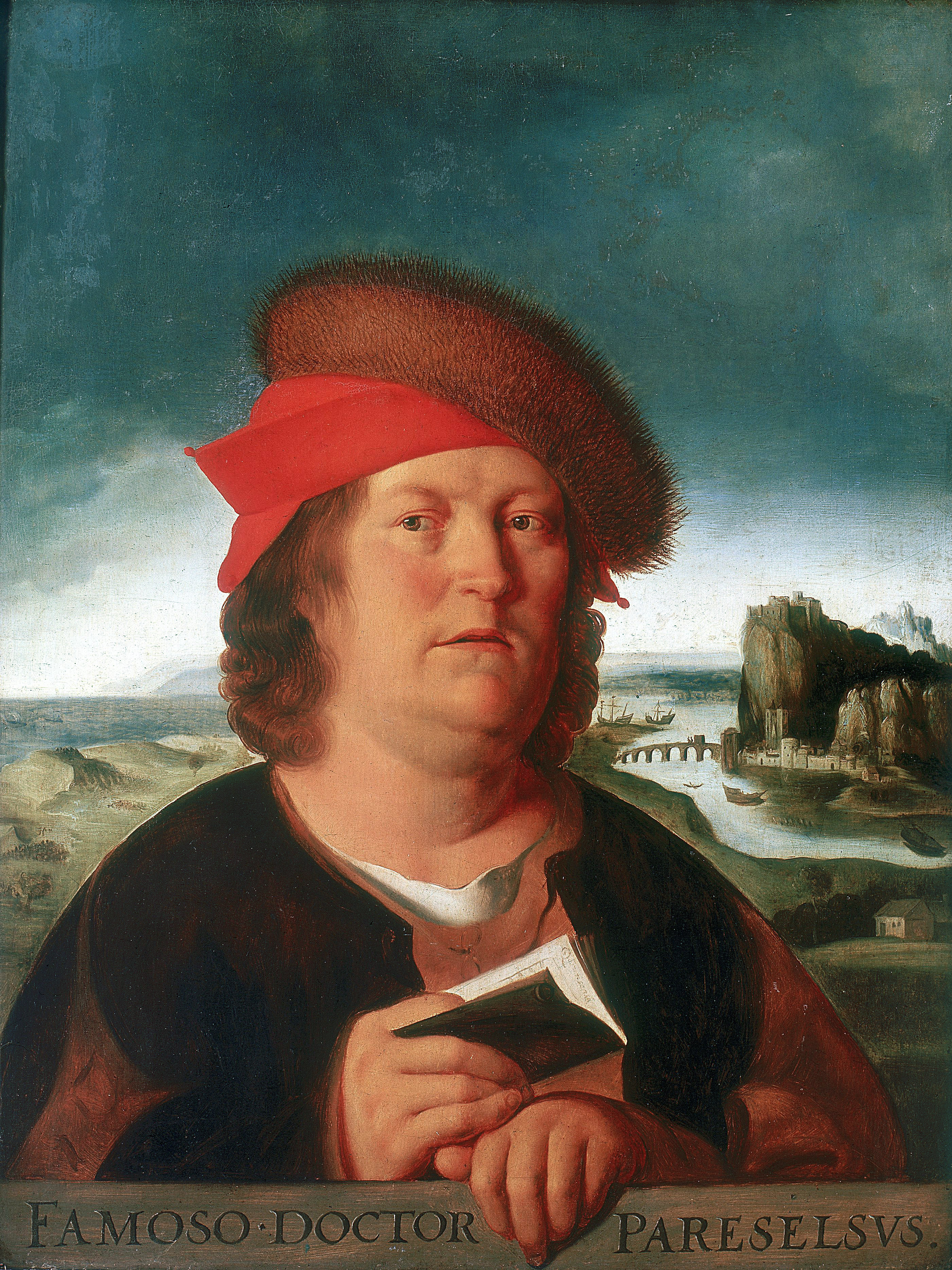
파라켈수스

테오프라스투스 필리푸스 아우레올루스 봄바스투스 폰 호엔하임(Theophrastus Philippus Aureolus Bombastus von Hohenheim), 속칭 파라켈수스(라틴어: Paracelsus, 1493년 11월 10일 ~ 1541년 9월 24일)는 문예부흥기 시대에 활동한 독일계 스위스 본초학자, 연금술사, 점성술사, 광의의 오컬티스트이다. 독물학의 원칙을 확립했으며, 고문(古文)에서 길을 찾기보다 자연을 관찰하는 혁명적 방법 전환으로써 오늘날의 의학 실행에까지 이어져오는 급진적 도전을 열어젖혔다. 또한 그는 아연을 발견해 그것을 "징쿰"(zincum)이라고 불렀다. 파라켈수스는 일부 질병은 정신적 고통에 그 뿌리가 있다고 최초로 주장했는데, 때문에 그를 정신의학의 선구자로 보기도 한다.
"파라켈수스"라는 별명은 "켈수스의 다음" 또는 "켈수스 너머"라는 뜻으로, 여기서 켈수스란 《데 메디키나》를 쓴 기원후 1세기경의 로마 박물학자 아울루스 코르넬리우스 켈수스를 말한다.
파라켈수스의 가장 중요한 유산은 의약학, 과학, 신학의 스콜라적 방법론을 비판한 것이다. 파라켈수스 당대에는 이 분야들이 서로 분화되지 않았으나, 아비케나나 아베로에스 같은 고대의 학자들을 무비판적으로 받아들이는 태도에 대한 그의 비판은 연구 및 교육에 있어 최초의 독립적·경험적 접근이었으며 우뚝 선 성취를 이루었다. 파라켈수스의 이론적 작품들은 대부분 현대과학과는 일치하지 않으나, 그의 통찰은 현대 의약학과 과학으로 향하는 동적인 토대를 마련했다.